# Tracey Thorn
Tracey Anne Thorn (Brookmans Park; 26 de septiembre de 1962) es una cantante y compositora británica, popular por haber pertenecido al dúo Everything but the Girl. Thorn inició su carrera musical en una banda de proto-punk llamada Stern Bops entre 1979 y 1980 tocando la guitarra y realizando algunos coros. En 1980 formó la banda Marine Girls, donde era la principal compositora. En 1982 conoció a Ben Watt y con él fundó el dúo de música electrónica Everything but the Girl.

## Discografía

### Estudio
| Año  | Detalles                                             | Posición en listas | Posición en listas | Posición en listas | Posición en listas |
| Año  | Detalles                                             | UK                 | GRE                | SUE                | EE. UU.            |
| ---- | ---------------------------------------------------- | ------------------ | ------------------ | ------------------ | ------------------ |
| 1982 | A Distant Shore - 1982 - Cherry Red                  | -                  | -                  | -                  | -                  |
| 2007 | Out of the Woods - 2007 - Virgin/Astralwerks         | 38                 | -                  | 44                 | 172                |
| 2010 | Love and Its Opposite - 2010 - Strange Feeling/Merge | 51                 | 16                 | 22                 | 144                |
| 2012 | Tinsel and Lights - 2012 - Strange Feeling           | 94                 | -                  | -                  | -                  |